# Jacky Ickx
Pour les articles homonymes, voir Ickx.
Temple international de la renommée du sport automobile 2002
Jacques Bernard Ickx, dit Jacky Ickx (/iks/), né le 1er janvier 1945 à Bruxelles, est un pilote automobile belge, ayant notamment couru avec succès en Formule 1, en endurance et en rallye-raid.
Il possède un des plus riches palmarès en sport automobile après une carrière des plus éclectiques. Surnommé « Monsieur Le Mans » en raison de ses six victoires aux 24 Heures du Mans, Ickx est renommé tant par son comportement de gentleman que par son palmarès.

## Biographie

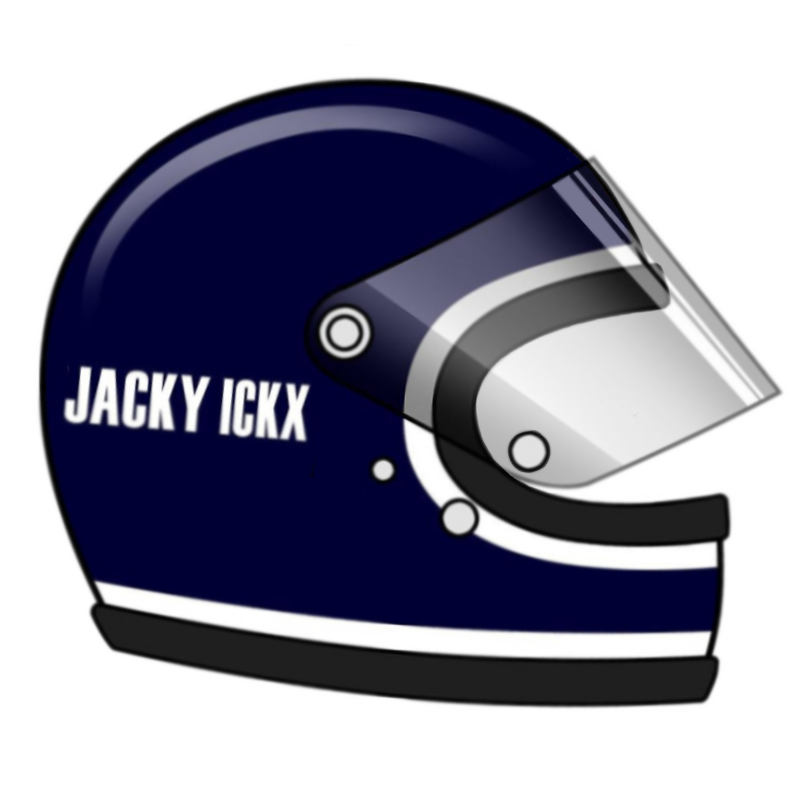
Le casque intégral de Jacky Ickx.

Jacky Ickx est le fils de Jacques Ickx, journaliste reconnu dans le domaine de l'automobile qui remporta le rallye Liège-Rome-Liège en 1951 comme copilote de Johnny Claes sur Jaguar XK120. Il a également un frère, Pascal, qui fut en 1950 le plus jeune pilote d'avion au monde, à l'âge de 13 ans, et le second vainqueur des 24 Heures de Spa de l'ère moderne sur BMW 1800 Ti/SA avec Gérard Langlois van Ophem en 1965.
Après des débuts en moto dès l'âge de 16 ans, d'abord en trial puis en enduro et même en vitesse pure, le jeune Ickx passe rapidement à l'automobile sur une petite BMW 700 dans des courses de côte en Belgique.
Jacky Ickx se lance ensuite dans la compétition en circuit sur le tout nouveau circuit de Zolder puis lors du Tour de France automobile en 1963 aux côtés de son compatriote Georges Harris, à 18 ans. En 1965, il termine second des Quatre-Vingt-Quatre Heures du Nürburgring sur Ford Mustang (obtenant avec la voiture un titre de champion d'Europe Tourisme de division 3, Ford étant sacré comme constructeur), épreuve qu'il remporte l'année suivante sur Ford Cortina Lotus, le tout avec Gilbert Staepelaere, tout en effectuant déjà du Touring-car en Belgique, et en terminant aussi troisième de la Mid-America en championnat Trans-American Sedan, toujours sur Cortina Lotus avec l'allemand Hubert Hahne cette fois, remportant avec ce dernier les 24 Heures de Spa un mois plus tard sur BMW 2000 Ti, à 21 ans.
Il fait une entrée remarquée dans la haute compétition tout au long de la saison 1967 en battant, au volant d'une modeste Matra de Formule 2, la quasi-totalité des Formule 1 aux essais du Grand Prix d'Allemagne au Nürburgring. Il débute en fin d'année à Monza au volant d'une Cooper Maserati, se classant sixième. Entretemps il remporte, en endurance, les 1 000 kilomètres de Spa, ceux de Paris, les 9 Heures de Kyalami, ainsi que le Grand Prix de Suède, à chaque fois sur Mirage M1 à moteur Ford. Engagé par Ferrari en 1968, il remporte son premier Grand Prix sur le circuit de Rouen-les-Essarts. Il dépose le bouquet de la victoire à l'endroit où s'est tué Jo Schlesser en début de course.

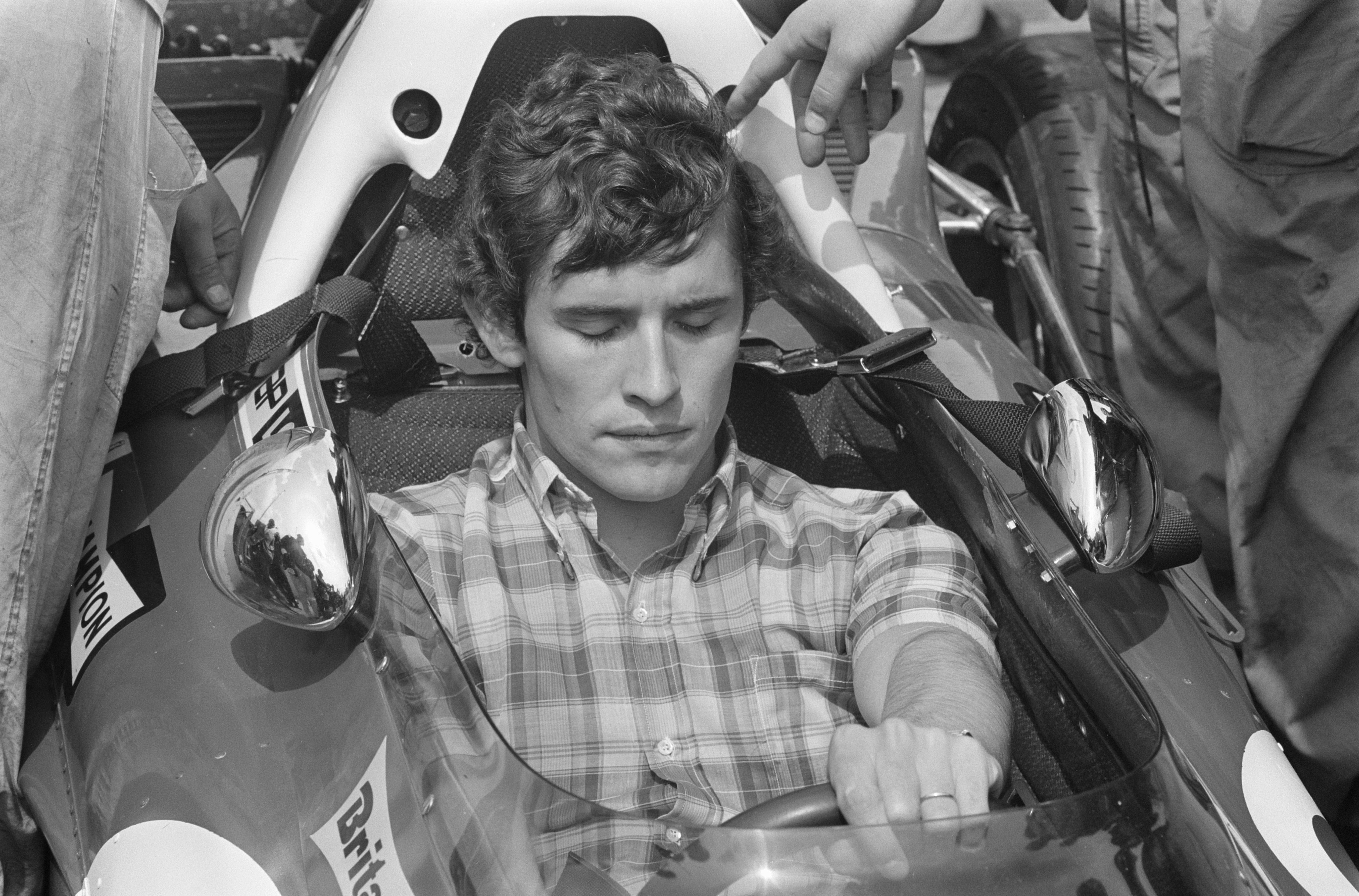
Jacky Ickx lors du Grand Prix des Pays-Bas 1971.

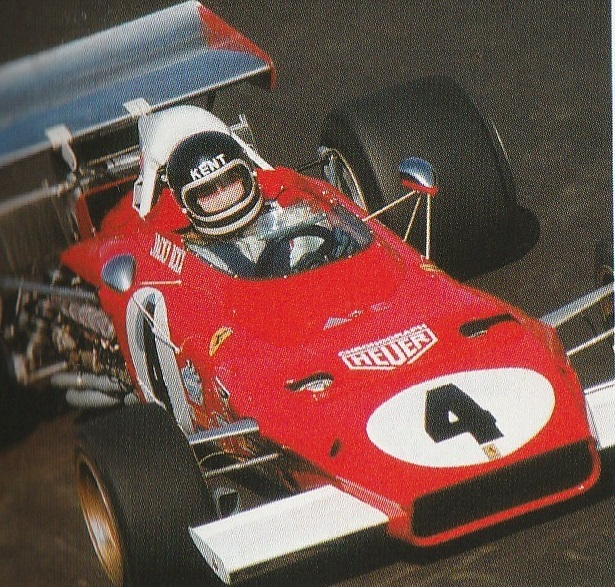
Ickx au volant de sa Ferrari 312B2 pendant le Grand Prix d’Italie 1972.

Les années suivantes, il est toujours à la pointe de la compétition et remporte la dernière de ses huit victoires en Formule 1 au Grand Prix automobile d'Allemagne 1972 au volant d'une Ferrari 312B2. Sa meilleure saison aura été 1970 : deuxième du championnat (3 victoires) à cinq points de Jochen Rindt, assurant également à Ferrari la deuxième place du classement des constructeurs, avec Clay Regazzoni (1 victoire en Italie).

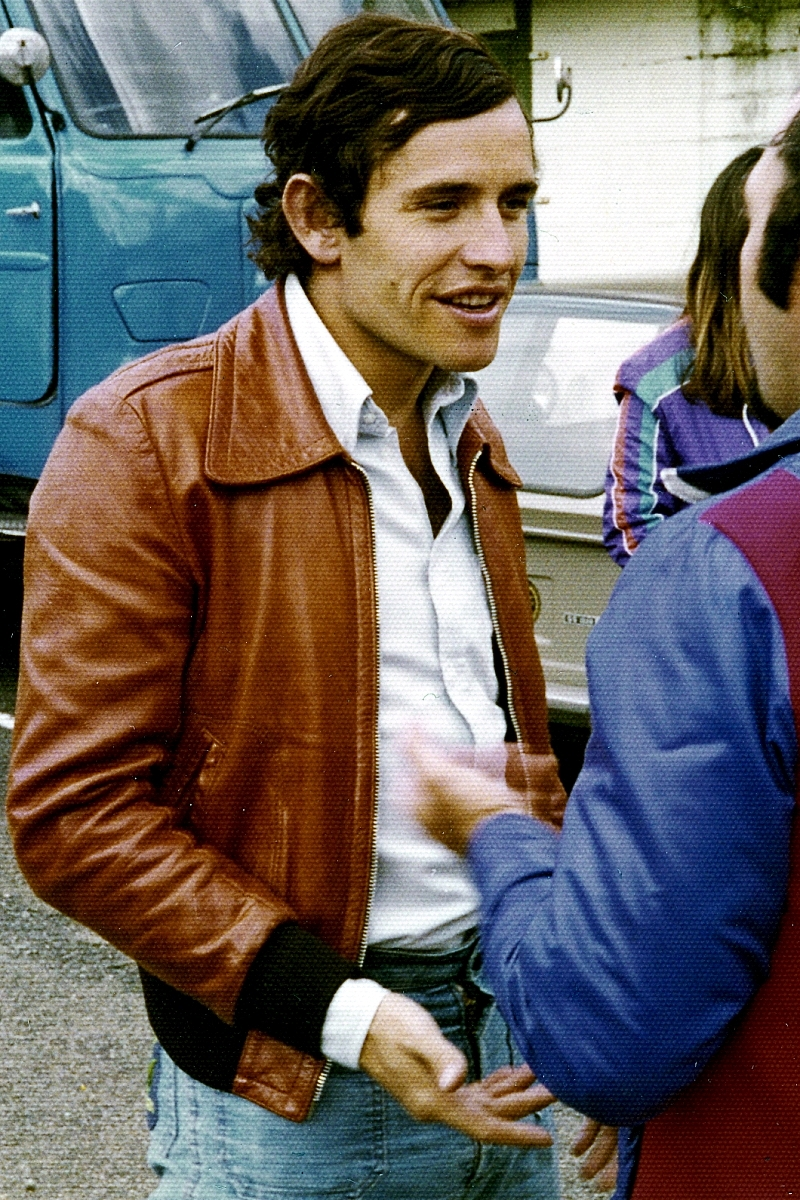
À Spa en 1975, en conversation avec Willi Kauhsen.

En Formule 1, Ickx a remporté huit Grands Prix entre 1968 et 1972 ainsi que trois courses hors-championnat. Deux fois vice-champion du monde de F1 (1969 et 1970), il a couru dans les Grands Prix jusqu'à la fin de la décennie, en 1979 chez Ligier, tout en orientant sa carrière vers l'endurance avec Porsche à partir de 1976. Jacky Ickx a également été le lauréat de la série CanAm en Amérique du Nord en 1979 sur Lola avec six victoires.

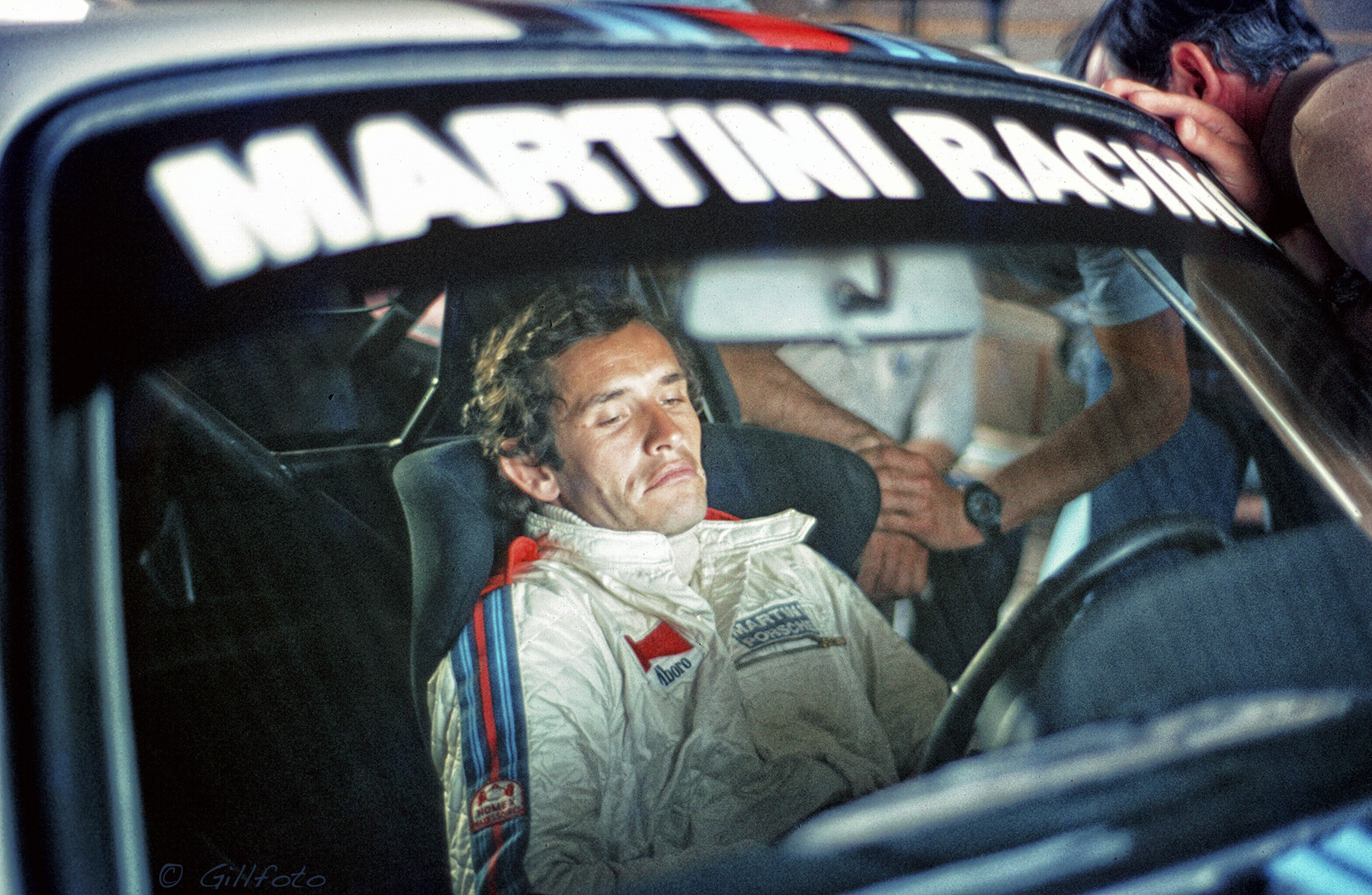
Jacky Ickx au volant d’une Porsche 935 du Martini Racing lors des 6 Heures de Silverstone 1976.

Pilote éclectique par excellence, il s'est forgé, toutes disciplines confondues, un palmarès impressionnant, en particulier une victoire à l'arraché aux 24 Heures du Mans 1969, marquée par la lutte qui l'opposa, au volant de sa Ford GT40, à la Porsche 908 de Gérard Larrousse et Hans Herrmann. C'est aussi l'année où il choisit de marcher tranquillement vers sa voiture et de prendre le temps de mettre son harnais avant de partir, en dernière position. Cette année était la dernière année du « départ Le Mans » (pilotes courant vers leurs voitures placées en épi sur le côté opposé). Il totalise six victoires et trois deuxièmes places au Mans, avec notamment, en 1977, une remontée de la quarante-et-unième place à la victoire. Il termine sa carrière de pilote par les rallyes-raids et remporte la victoire au Paris-Dakar, en 1983, avec comme copilote, l'acteur français Claude Brasseur. Au Dakar 1989, en tête à l'arrivée de la dernière étape, il gare sa voiture à deux cents mètres de la ligne pour laisser gagner son collègue chez Peugeot Ari Vatanen, sur ordre de leur directeur sportif Jean Todt qui avait joué le vainqueur à pile ou face.  
Double champion du monde d'endurance avec Porsche en 1982 et 1983, Jacky Ickx est le recordman absolu du nombre de victoires dans les épreuves de longue haleine avec plus de 50 succès, dont 47 dans des manches du championnat du monde des marques (ou des voitures de sport). À partir du milieu des années 1980, il se consacre davantage aux épreuves tout-terrain, le Dakar mais aussi les Pharaons en Égypte, les Bajas, etc., avec un égal succès pour Porsche, Lada, Peugeot et finalement Citroën. Parallèlement, il devient directeur de course du prestigieux Grand Prix de Monaco pour l'ACM (Automobile Club de Monaco).
Au Grand Prix de Monaco 1984 pour la troisième année consécutive, la pluie est de la partie et le départ est donné sous des trombes d'eau. Après un début de course tonitruant de Nigel Mansell qui finit par taper le rail, Alain Prost s'empare du commandement de l'épreuve. Mais rapidement, les regards se braquent vers le jeune pilote brésilien Ayrton Senna (dont c'est seulement la sixième course en F1) qui, parti en fond de grille au volant de sa modeste Toleman, a effectué une spectaculaire remontée jusqu'à la deuxième place et comble rapidement l'écart qui le sépare de Prost. Mais, à l'issue du 31e tour et alors que Senna est revenu sur les talons du pilote français, Jacky Ickx, alors directeur de course, prend la décision controversée d'arrêter l'épreuve au drapeau rouge pour raison de sécurité. Ickx sera démis de ses fonctions de directeur de course par la FISA à la suite de cette décision.
En 2006, Jacky Ickx devient grand officier de l'ordre de Léopold, la plus haute distinction belge.
En 2009, il s'installe au Mali et finance la construction de forages pour pallier le manque d'eau des habitants. Il est également ambassadeur mondial du groupe Volkswagen.

## Honneurs sportifs d'importance

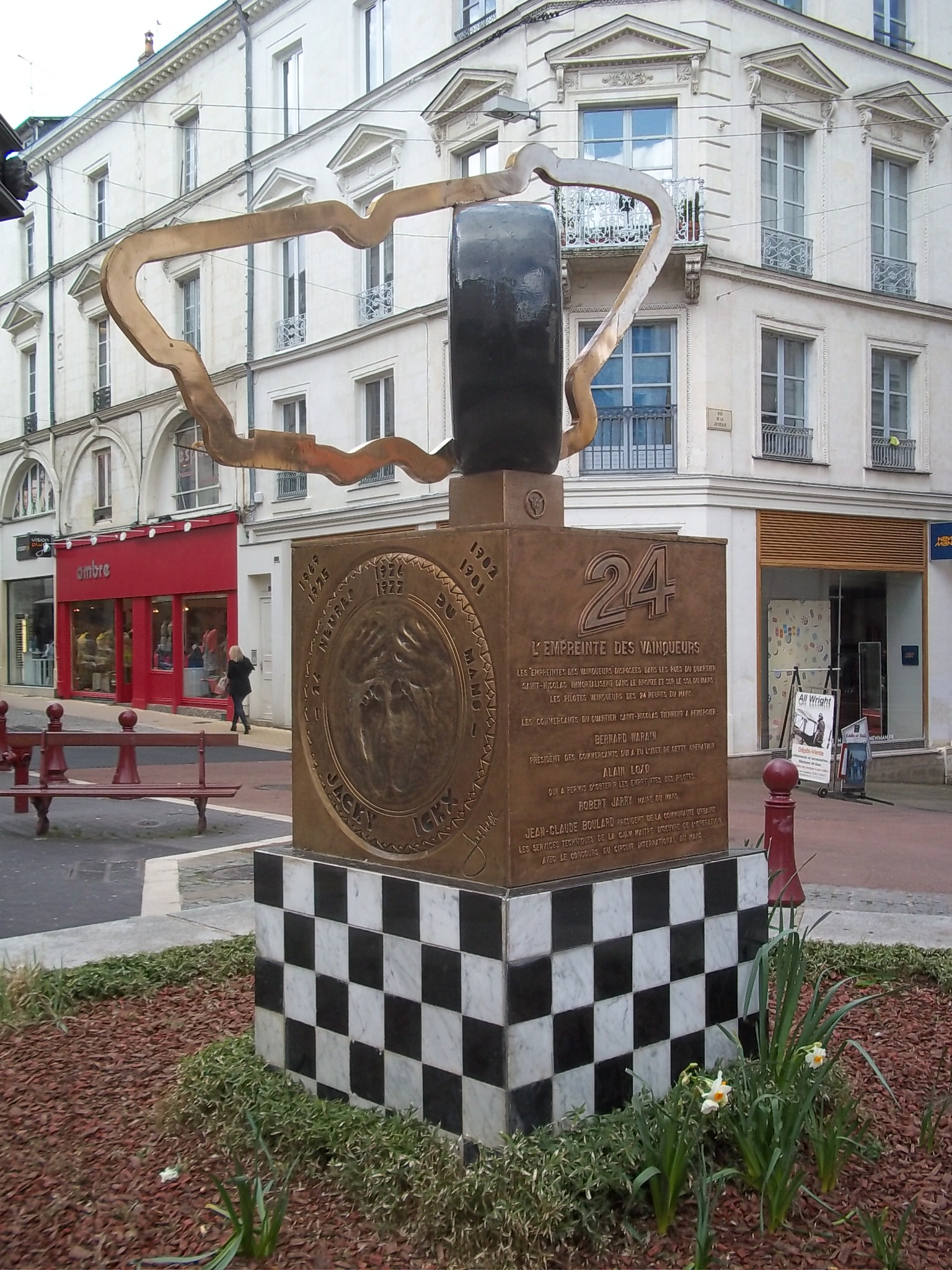
Le monument et la plaque de bronze des empreintes de Jacky Ickx, sextuple vainqueur des 24 Heures du Mans, des « empreintes des vainqueurs » du Mans.

- Trophée national du Mérite sportif en 1968 (meilleur sportif belge de l'année - titre non reconductible), et déjà obtenu par son père en 1951.
- 12 fois lauréat (record, dont 8 consécutivement) du titre honorifique annuel de Champion de Belgique des conducteurs toutes catégories entre 1967 et 1982, décerné par le Royal automobile Club de Belgique (RACB).
- Sportif belge de l'année en 1982 (second en 1970, et troisième en 1969 et 1983).
- Temple international de la renommée du sport automobile en 1996.
- World Sports Legends Award en 2017.

## Distinctions
- Grand officier de l'ordre de Léopold en 2006 (Belgique).

## Vie privée
Marié en troisièmes noces avec la chanteuse d'origine burundaise Khadja Nin, il réside aussi à Monaco. Il a cinq enfants de ses deux premiers mariages, dont Vanina qui suit ses traces dans le monde du sport automobile, et Larissa, artiste peintre.

## Dans la fiction
Grand ami de l'auteur de bande-dessinée Jean Graton, Jacky Ickx apparaît dans une vingtaine d'albums de la série Michel Vaillant, parfois en tant que pilote de l'écurie Vaillante.

## Palmarès

### En Formule 1

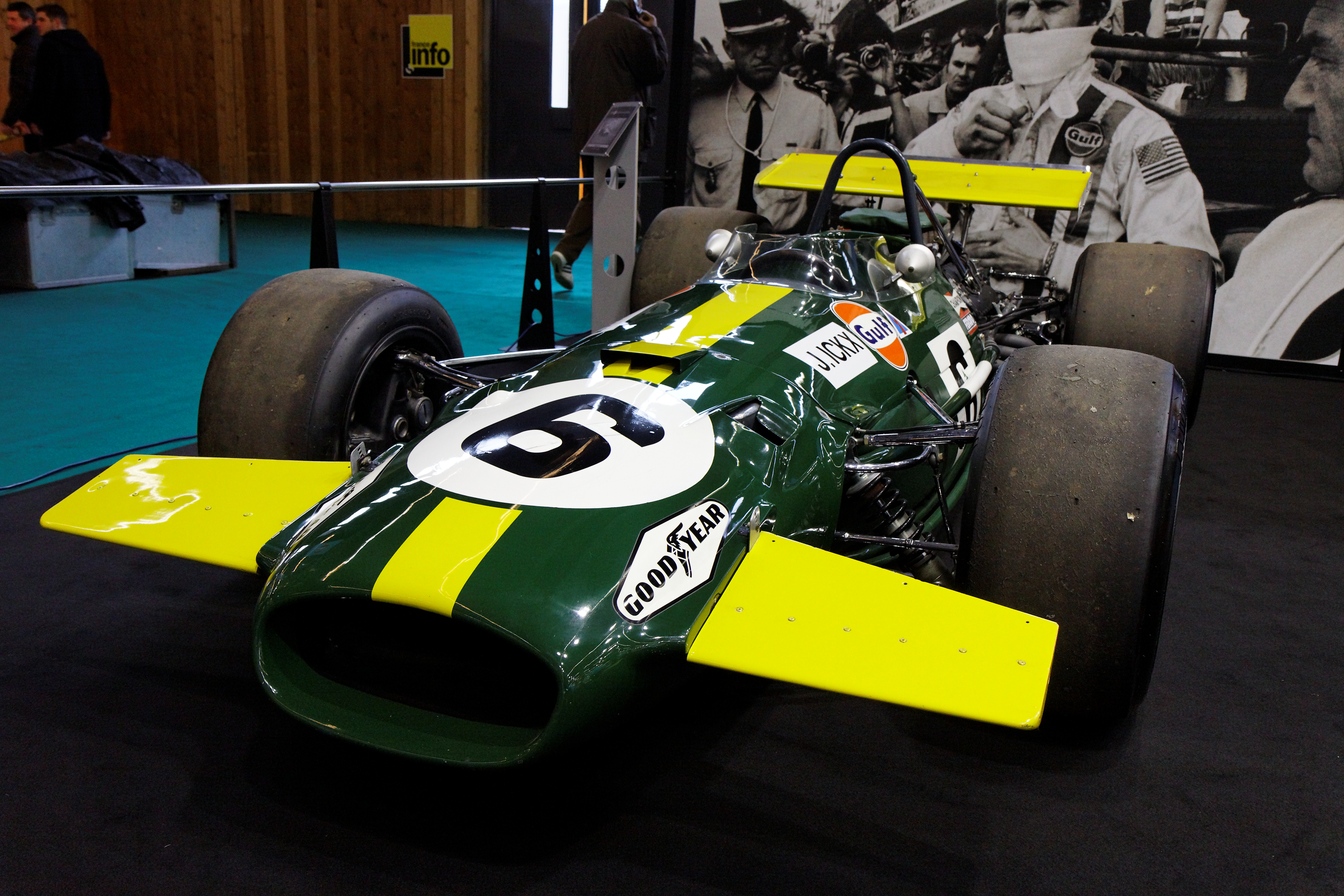
La Brabham BT26 de 1969.

Deux fois vice-champion du Monde (1969 et 1970)
Il remporte au cours de sa carrière huit Grands Prix de Formule 1 :
- en 1968 : le Grand Prix de France ;
- en 1969 : les Grand Prix d'Allemagne et Grand Prix du Canada ;
- en 1970 : les Grand Prix d'Autriche, Grand Prix du Canada et Grand Prix du Mexique ;
- en 1971 : le Grand Prix des Pays-Bas ;
- en 1972 : le Grand Prix d'Allemagne.

À ceci il faut ajouter trois victoires dans des épreuves hors championnat :
- en 1969 la Gold Cup sur le circuit d'Oulton Park sur Brabham ;
- en 1971 le mémorial Jochen Rindt sur le circuit d'Hockenheim sur Ferrari ;
- en 1974 la Course des Champions sur le circuit de Brand's Hatch sur Lotus.

Ce palmarès reste inégalé en Belgique. Il renonce à la Formule 1 à la fin de la saison 1979, après avoir été à deux reprises vice-champion du monde des pilotes, en 1969 et en 1970.

### Aux 24 Heures du Mans
Victorieux de l'épreuve à six reprises :

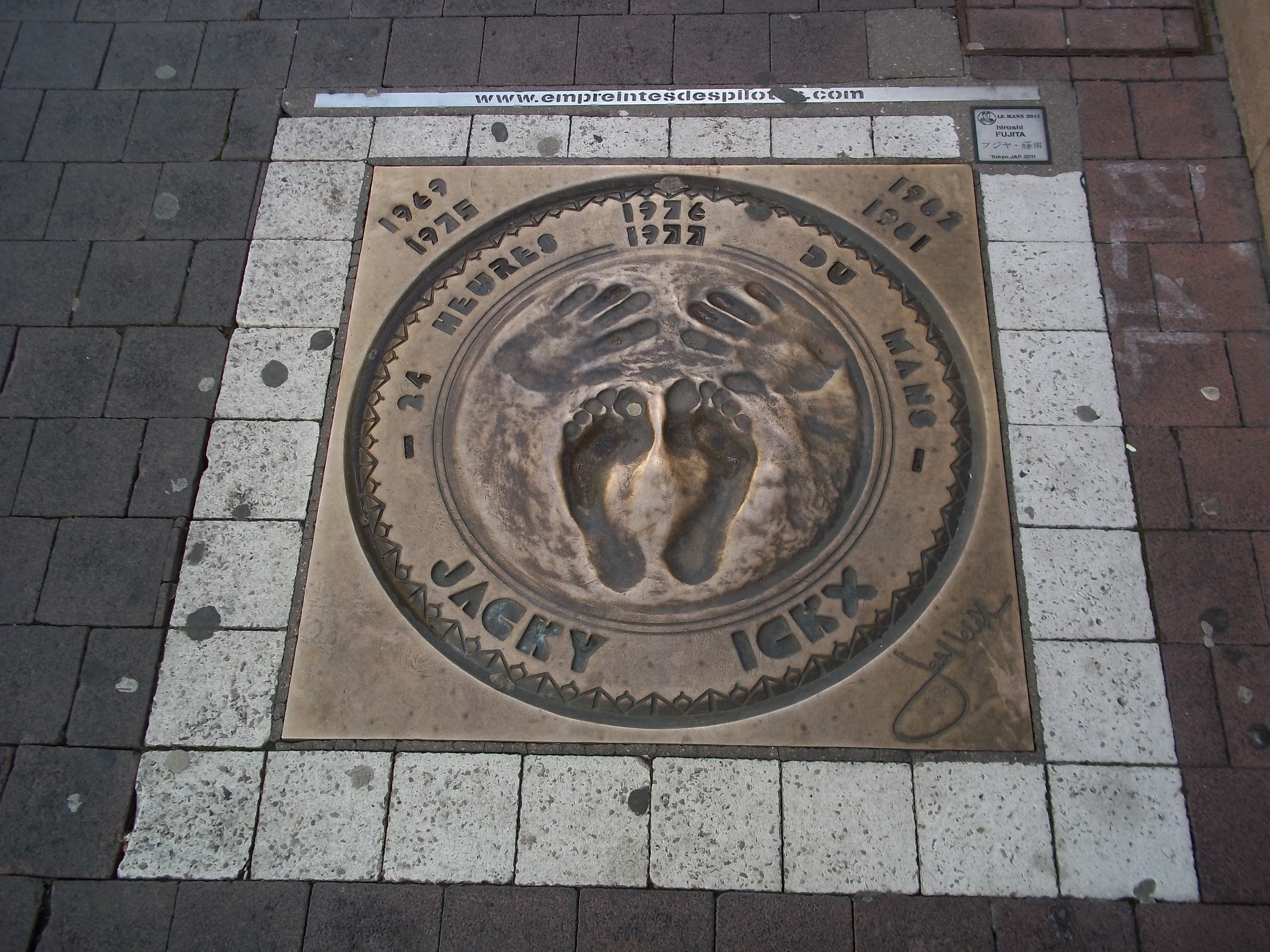
La deuxième plaque des « empreintes des vainqueurs » du Mans en hommage à Jacky Ickx, scellée au sol.

- 1969, 1975, 1976, 1977, 1981 et 1982 (recordman absolu du nombre de victoires durant 22 ans, de 1981 - succédant alors à son compatriote Olivier Gendebien - à 2003, dépassé par Tom Kristensen en 2005).

| 1969 | Jacky Ickx / Jackie Oliver | Ford GT40 Mk I (équipage également vainqueur de l'indice de rendement énergétique) |

| 1975 | Jacky Ickx / Derek Bell | Mirage GR8 Ford/Cosworth |

| 1976 | Jacky Ickx / Gijs van Lennep | Porsche 936 |

| 1977 | Jacky Ickx / Hurley Haywood / Jürgen Barth | Porsche 936 |

| 1981 | Jacky Ickx / Derek Bell | Porsche 936 |

| 1982 | Jacky Ickx / Derek Bell | Porsche 956 |

### Au Rallye Paris-Dakar
Il remporte l'épreuve du Paris-Dakar, en 1983, avec comme copilote l'acteur français Claude Brasseur, au volant d'un Mercedes 280 GE.

### Autres épreuves
- les Quatre-Vingt-Quatre Heures du Nürburgring avec Gilbert Staepelaere sur Ford (1966) ;
- les 24 Heures de Spa (1966) ;
- les 1 000 kilomètres de Montlhéry (1967) ;
- les 9 Heures de Kyalami (1967, 1968, 1970 et 1982) ;
- les 1 000 km de Spa (1967, 1968, 1974, 1982 et 1983) ;
- le Grand Prix de Suède (1967) ;
- le Championnat d'Europe de Formule 2 (1967) ;
- les 500 miles de Brands Hatch (1968) ;
- le Test du Mans (1968 et 1972) ;
- les 6 Heures de Watkins Glen (1968, 1972 et 1977) ;
- les 12 Heures de Sebring (1969 et 1972) ;
- les 500 kilomètres d'Imola (1969) ;
- les Coupes de Spa (1969 et 1973) ;
- la Coupe du Rhin (1971) ;
- les 6 Heures de Daytona (1972) ;
- les 1 000 km d'Autriche (1972) ;
- les 1 000 km de Monza (1972, 1973 et 1976) ;
- les 1 000 kilomètres de Brands Hatch (1972, 1977 et 1982) ;
- les 1 000 km du Nürburgring (1973 et 1983) ;
- les 4 Heures du Salzburgring (1974) ;
- les 800 kilomètres (puis 500) de Dijon (1975 et 1976) ;
- les 6 Heures de Mugello (1976 et 1985) ;
- les 6 Heures de Vallelunga (1976) ;
- les 4 Heures de Monza (1976) ;
- les 1 000 km d'Imola (1976) ;
- les 6 Heures de Dijon (1976) ;
- le Bathurst 1000 (1977) ;
- les 6 Heures de Silverstone (1977 et 1978) ;
- la Canadian-American Challenge Cup (CanAm): (1979; vainqueur à Charlotte, Mosport, Elkhart Lake, Brainerd et Riverside sur Lola-Chevrolet) ;
- les 6 Heures de Fuji (1982) ;
- les 1 000 km de Silverstone (1984 et 1985) ;
- les 1 000 kilomètres de Mosport (1984) ;
- les 800 kilomètres de Selangor (1985).

## Titres
| Année | Titres |
| ----- | --- |
| 1963  | Champion de Belgique de trial (catégorie 50 cm3)                                                                                              |
| 1964  | Champion de Belgique de courses de côtes (catégorie 1600)                                                                                     |
| 1965  | Champion de Belgique de courses de côtes (catégorie 1600), Champion de Belgique en Tourisme, Champion de Belgique de trial (catégorie 50 cm3) |
| 1965  | Champion d'Europe de Tourisme (division 3, en ETCC)                                                                                           |
| 1966  | Champion de Belgique de Tourisme, Champion de Belgique de courses de côtes (catégorie 1600)                                                   |
| 1967  | Champion d'Europe de Formule 2, Champion de Belgique des conducteurs (toutes catégories)                                                      |
| 1968  | Champion de Belgique des conducteurs (toutes catégories), lauréat du Trophée national du mérite sportif                                       |
| 1969  | Vice-Champion du Monde des conducteurs de Formule 1, Champion de Belgique des conducteurs (toutes catégories)                                 |
| 1970  | Vice-Champion du Monde des conducteurs de Formule 1, Champion de Belgique des conducteurs (toutes catégories)                                 |
| 1971  | Champion de Belgique des conducteurs (toutes catégories)                                                                                      |
| 1972  | Champion de Belgique des conducteurs (toutes catégories)                                                                                      |
| 1973  | Champion de Belgique des conducteurs (toutes catégories)                                                                                      |
| 1974  | Champion de Belgique des conducteurs (toutes catégories)                                                                                      |
| 1976  | Champion de Belgique des conducteurs (toutes catégories)                                                                                      |
| 1977  | Champion de Belgique des conducteurs (toutes catégories)                                                                                      |
| 1979  | Champion CanAm, Champion de Belgique des conducteurs (toutes catégories)                                                                      |
| 1982  | Champion du Monde des pilotes d'endurance, Champion de Belgique des conducteurs (toutes catégories)                                           |
| 1983  | Champion du Monde des pilotes d'endurance |
| 2000  | Citoyen d'Honneur de la ville du Mans |
| 2002  | Officier de l'Ordre de Saint Charles (Monaco). Entre dans l'International Motorsports Hall of Fame                                            |
| 2004  | Décoré du Spirit of Le Mans par l'ACO. Meilleur pilote mondial d'endurance                                                                    |

(N.B. : également troisième du championnat du monde des pilotes d'endurance en 1984 et 1985)
- Participations (9) aux titres constructeurs des Championnats du monde des voitures de sport :
  - 1967 (div.III >2L) et 1968 (écurie John Wyer / Ford) ;
  - 1972 (écurie SpA Ferrari SEFAC) ;
  - 1974 (écurie Gitanes / Matra) ;
  - 1975 (écurie Willi Kauhsen / Alfa Romeo) ;
  - 1976 et 1978 (écurie Martini / Porsche) ;
  - 1982 à 1985 (écurie Rothmans / Porsche).

## Notes et références

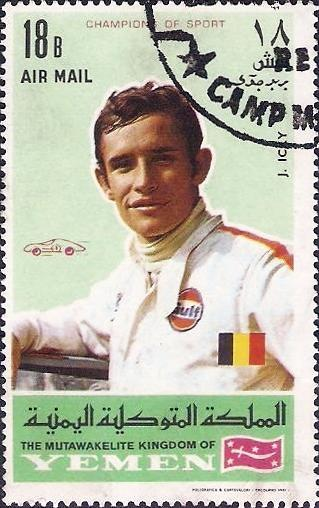
Timbre à l'effigie de J. Ickx (1969).

## Résultats en championnat du monde de Formule 1
| Saison | Écurie                                                                     | Châssis                  | Moteur                            | Pneus              | GP disputés | Victoires | Pole positions | Records du tour | Points inscrits | Classement |
| ------ | -------------------------------------------------------------------------- | ------------------------ | --------------------------------- | ------------------ | ----------- | --------- | -------------- | --------------- | --------------- | ---------- |
| 1967   | Cooper Car Company                                                         | T81B T86                 | Maserati V12                      | Firestone          | 2           | 0         | 0              | 0               | 1               | 21e        |
| 1968   | Scuderia Ferrari SpA SEFAC                                                 | 312                      | Ferrari V12                       | Firestone          | 9           | 1         | 1              | 0               | 27              | 4e         |
| 1969   | Motor Racing Developments Ltd                                              | BT26A                    | Ford V8                           | Goodyear           | 11          | 2         | 2              | 3               | 37              | 2e         |
| 1970   | Scuderia Ferrari SpA SEFAC                                                 | 312 B                    | Ferrari 12 à plat                 | Firestone          | 13          | 3         | 4              | 5               | 40              | 2e         |
| 1971   | Scuderia Ferrari SpA SEFAC                                                 | 312 B 312 B2             | Ferrari 12 à plat                 | Firestone          | 11          | 1         | 2              | 3               | 19              | 4e         |
| 1972   | Scuderia Ferrari SpA SEFAC                                                 | 312 B2                   | Ferrari 12 à plat                 | Firestone          | 12          | 1         | 4              | 3               | 27              | 4e         |
| 1973   | Scuderia Ferrari SpA SEFAC Yardley Team McLaren Frank Williams Racing Cars | 312 B2 312 B3 M23 ISO IR | Ferrari 12 à plat Ford V8 Ford V8 | Goodyear Firestone | 12          | 0         | 0              | 0               | 12              | 9e         |
| 1974   | John Player Team Lotus                                                     | 72E 76                   | Ford V8                           | Goodyear           | 15          | 0         | 0              | 0               | 12              | 10e        |
| 1975   | John Player Team Lotus                                                     | 72E                      | Ford V8                           | Goodyear           | 9           | 0         | 0              | 0               | 3               | 16e        |
| 1976   | Frank Williams Racing Cars Walter Wolf Racing Team Ensign                  | FW5 N176                 | Ford V8                           | Goodyear           | 8           | 0         | 0              | 0               | 0               | n.c.       |
| 1977   | Team Tissot Ensign with Castrol                                            | N177                     | Ford V8                           | Goodyear           | 1           | 0         | 0              | 0               | 0               | n.c.       |
| 1978   | Team Tissot Ensign with Castrol                                            | N177                     | Ford V8                           | Goodyear           | 3           | 0         | 0              | 0               | 0               | n.c.       |
| 1979   | Ligier Gitanes                                                             | JS11                     | Ford V8                           | Goodyear           | 8           | 0         | 0              | 0               | 3               | 15e        |
|        | Total                                                                      |                          |                                   |                    | 114         | 8         | 13             | 14              | 181             |            |

## Victoires en championnat du monde de Formule 1
| # | Année | Manche | Date              | Grand Prix | Circuit           | Position de départ | Écurie                | Voiture        |
| - | ----- | ------ | ----------------- | ---------- | ----------------- | ------------------ | --------------------- | -------------- |
| 1 | 1968  | 6/12   | 7 juillet 1968    | France     | Rouen-Les-Essarts | 3e                 | Ferrari               | Ferrari 312/68 |
| 2 | 1969  | 8/12   | 3 août 1969       | Allemagne  | Nürburgring       | Pole position      | Brabham-Ford-Cosworth | Brabham BT26A  |
| 3 | 1969  | 10/12  | 30 septembre 1969 | Canada     | Mosport           | Pole position      | Brabham-Ford-Cosworth | Brabham BT26A  |
| 4 | 1970  | 9/13   | 16 août 1970      | Autriche   | Österreichring    | 3e                 | Ferrari               | Ferrari 312B   |
| 5 | 1970  | 11/13  | 20 septembre 1970 | Canada     | Mont-Tremblant    | 2e                 | Ferrari               | Ferrari 312B   |
| 6 | 1970  | 13/13  | 25 octobre 1970   | Mexique    | Mexico            | 3e                 | Ferrari               | Ferrari 312B   |
| 7 | 1971  | 4/11   | 20 juin 1971      | Pays-Bas   | Zandvoort         | Pole position      | Ferrari               | Ferrari 312B2  |
| 8 | 1972  | 8/11   | 30 juillet 1972   | Allemagne  | Nürburgring       | Pole position      | Ferrari               | Ferrari 312B2  |

## Résultats aux 24 Heures du Mans
| Année | Voiture         | Équipe                           | Équipiers                                               | Résultat          |
| ----- | --------------- | -------------------------------- | ------------------------------------------------------- | ----------------- |
| 1966  | Ford GT40 Mk I  | Essex Wire Corporation           | Jochen Neerpasch                                        | Abandon           |
| 1967  | Mirage M1-Ford  | John Wyer Automotive Engineering | Brian Muir                                              | Abandon           |
| 1969  | Ford GT40 Mk I  | John Wyer Automotive Engineering | Jackie Oliver                                           | Vainqueur         |
| 1970  | Ferrari 512 S   | Spa Ferrari SEFAC                | Peter Schetty                                           | Abandon           |
| 1973  | Ferrari 312 PB  | Spa Ferrari SEFAC                | Brian Redman                                            | Abandon           |
| 1975  | Mirage GR8-Ford | Gulf Racing                      | Derek Bell                                              | Vainqueur         |
| 1976  | Porsche 936     | Martini Racing Porsche System    | Gijs van Lennep                                         | Vainqueur         |
| 1977  | Porsche 936/77  | Martini Racing Porsche System    | Henri Pescarolo Jürgen Barth / Hurley Haywood           | Abandon Vainqueur |
| 1978  | Porsche 936/78  | Martini Racing Porsche System    | Jochen Mass / Henri Pescarolo Jürgen Barth / Bob Wollek | Abandon 2e        |
| 1979  | Porsche 936     | Essex Motorsport Porsche         | Jürgen Barth / Brian Redman                             | Abandon           |
| 1980  | Porsche 908/80  | Martini Racing                   | Reinhold Joest                                          | 2e                |
| 1981  | Porsche 936     | Porsche System                   | Derek Bell                                              | Vainqueur         |
| 1982  | Porsche 956     | Porsche System                   | Derek Bell                                              | Vainqueur         |
| 1983  | Porsche 956     | Rothmans Porsche                 | Derek Bell                                              | 2e                |
| 1985  | Porsche 962 C   | Rothmans Porsche                 | Jochen Mass                                             | 10e               |